# Общественная демократическая партия
Общественная демократическая партия (ТДП; тур. Toplumcu Demokrasi Partisi, TDP) ― социал-демократическая политическая партия в Турецкой Республике Северного Кипра. Была учреждена в мае 2007 года в результате слияния Движения за мир и демократию с Общественной партией освобождения. На парламентских выборах 2009 года ТДП получила 2 из 50 мест в Ассамблее республики, получив 6,87 % голосов избирателей. В 2013 году три министра от партии вошли в кабинет временного правительства, сформированного под председательством Сибель Сибер. На парламентских выборах в 2013 году партия увеличила свою долю голосов до 7,41 %, а число депутатов ― до 3. С 2014 года главой муниципалитета Северной Никосии является член ТДП Мехмет Харманси.
В ноябре 2016 года депутат Мехмет Чакыджи, основатель партии и её лидер до 2013 года, вышел из состава политического объединения. Его примеру последовал бывший член северокипрского парламента Мустафа Эмирогуллары и 70 других членов партии, включая бывшего министра сельского хозяйства Сами Дайыоглу. Многие из этих членов происходили из Общественной партии освобождения и они обвиняли главу партии Джемаля Озйийита в непотизме. Все эти бывшие члены ТДП создали новую партию под старым названием ― Общественная партия освобождения.

## Президентская кампания 2015 года
13 марта 2015 года Мустафа Акынджи, бывший член парламента от партии, заполнил заявление о баллотировании на пост президента, получив одобрение своих однопартийцев.
Во время своей предвыборной кампании Акынджи привлёк общественное внимание к проблеме города-призрака Вароша, которая является одним из ярких символов общей проблемы принадлежности Северного Кипра. Акынджи выступил за решение проблемы оттока населения и заявил, что «вместо того, чтобы жить бок о бок с мертвецом, каким стала Вароша, она должна стать оживлённым городом, где живут люди, бизнесмены из обеих общин работают вместе, и молодые люди могут найти работу».
Акынджи получил 26,94 % голосов избирателей в первом туре и был избран президентом во втором туре, завоевав 60,5 % голосов.
ТДП стала консультативным членом Социалистического интернационала в ноябре 2015 года. Партия стала полноправным членом объединения в 2017 году.
На выборах 2022 набрала 4% и не прошла в парламент.

## Результаты выборов
| выборы | Голосов | Голосов | Голосов   |
| выборы | #       | %       | Место     |
| ------ | ------- | ------- | --------- |
| 2009   | 97334   | 6,9     | четвёртое |
| 2013   | 92110   | 7,4     | четвёртое |
| 2018   | 463081  | 8,6     | четвёртое |
| 2022   | 220610  | 4,42    | шестое    |